# Ołeksandr Bielajew
Ołeksandr Andrijowycz Bielajew, ukr. Олександр Андрійович Бєляєв (ur. 4 października 1999 w Dnieprze) – ukraiński piłkarz, grający na pozycji pomocnika.

## Kariera piłkarska

### Kariera klubowa
Wychowanek Akademii Piłkarskiej Dnipro Dniepropetrowsk, barwy której bronił w juniorskich mistrzostwach Ukrainy (DJuFL). 8 kwietnia 2017 roku rozpoczął karierę piłkarską w drużynie Dnipro U-19. Z powodu problemów finansowych klubu, przeniósł się 7 lipca 2017 do SK Dnipro-1. 10 sierpnia 2018 został wypożyczony do Zirki Kropywnycki. 19 lutego 2020 przeszedł do Saburtalo Tbilisi.

### Kariera reprezentacyjna
W 2015 debiutował w juniorskiej reprezentacji U-17. W latach 2017–2018 występował w reprezentacji U-19.

## Sukcesy i odznaczenia

### Sukcesy reprezentacyjne
Ukraina U-19
- brązowy medalista Mistrzostw Europy U-19: 2018

### Sukcesy klubowe
SK Dnipro-1
- wicemistrz Ukraińskiej Drugiej Ligi: 2017/18
- mistrz Ukraińskiej Pierwszej Ligi: 2018/19